# Thelypteris macrotis
Thelypteris macrotis är en kärrbräkenväxtart som först beskrevs av William Jackson Hooker, och fick sitt nu gällande namn av R. Tryon. Thelypteris macrotis ingår i släktet Thelypteris och familjen Thelypteridaceae. Inga underarter finns listade.